# Agip
L'Agip, acronimo di Azienda Generale Italiana Petroli, è stata una compagnia petrolifera pubblica italiana fondata nel 1926. Dal 1953 di proprietà del gruppo Eni e da questa assorbita alla fine degli anni novanta del XX secolo per diventarne la Divisione Esplorazione & Produzione.

## Storia

### Contesto
Nel 1924 ebbe luogo il cosiddetto "affare Sinclair", uno scandalo generato dall'accordo fra la Sinclair, una compagnia petrolifera statunitense e il Ministero per l'Economia Nazionale, con il quale per cinquanta anni era stato concesso di svolgere ricerche petrolifere in Emilia-Romagna e in Sicilia per complessivi 40000 km². Le due parti avrebbero costituito una società nella quale il 40% del capitale sarebbe stato dello Stato, le spese tutte a carico della Sinclair e il 25% degli utili allo Stato.
L'accordo fu giudicato di grave danno per la nazione e sul Nuovo Paese si affacciò anche il sospetto che potesse esservi stata della corruzione; le opposizioni, capeggiate da Giacomo Matteotti e da Luigi Sturzo, incominciarono una polemica pubblica e alcuni studiosi hanno ipotizzato che l'omicidio del deputato socialista potesse essere collegato con la denuncia dello scandalo, che Matteotti avrebbe avuto in programma in Parlamento.
Don Sturzo continuò la polemica, indicando in un ente pubblico statale l'unica possibilità per una indipendenza energetica nazionale. Il carbone in Italia era infatti scarso e di qualità scadente. Lo si importava dall'estero a prezzi che pesavano gravemente sulla bilancia commerciale e che limitavano l'espansione industriale. Le centrali elettriche, poco sviluppate e concentrate soprattutto nel Nord del paese, non potevano soddisfare il fabbisogno di energia. In ogni caso, l'accordo con la Sinclair fu in seguito annullato dal governo.

### Nascita dell'ente

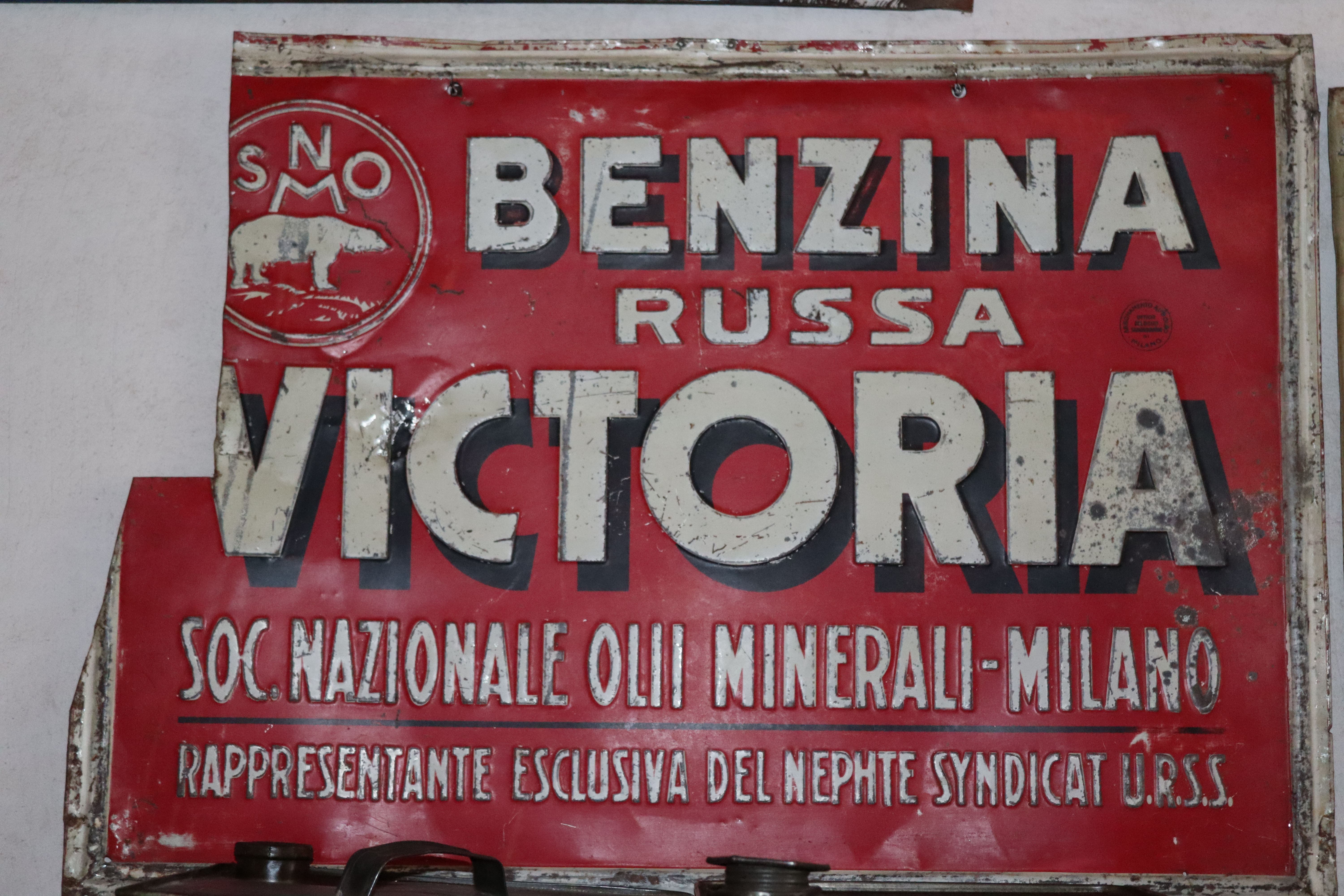
Cartello della SNOM, precursore dell'Agip, conservato al Museo Fisogni

Con un regio decreto legge del 3 aprile 1926, il governo fascista ordinò la costituzione dell'Azienda Generale Italiana Petroli, per lo svolgimento d'ogni attività relativa all'industria e al commercio dei prodotti petroliferi; l'azienda nasceva nella forma di società per azioni. Il capitale sociale era conferito per il 60% dal Ministero per il Tesoro, per un 20% dall'Istituto nazionale delle assicurazioni (INA) e per il restante 20% dalle assicurazioni sociali. Il primo presidente fu Ettore Conti di Verampio, imprenditore del settore elettrico. Il nuovo istituto ereditò le attività e la rete della SNOM (Società Nazionale Olii Minerali), che dal 1924 commercializzava la Benzina Victoria e il Petrolio Sole, provenienti dall'URSS sulla base di un accordo del 1923 con il Sindacato Panrusso della Nafta e con la CICE (Compagnia Industriale Commercio Estero). La rete di distribuzione ereditata dalla SNOM era estesa anche alle colonie italiane in Africa. Originariamente l'Agip nacque "come una cointeressata tra lo stato italiano, la Fiat e la BP", quest'ultima interessata a sfruttare la nuova società per attività di ricerca petrolifera.
L'istituzione dell'azienda, formalmente una società ma di fatto un ente pubblico, da molti analisti  è stata attribuita principalmente a Giuseppe Volpi, ministro delle finanze, e a Giuseppe Belluzzo, ministro per l'economia nazionale. Volpi era però direttamente coinvolto in interessi petroliferi, essendo insieme alla FIAT di Agnelli, e con la copertura finanziaria della Banca Commerciale Italiana, impegnato in ricerche in Romania, e una delle prime operazioni dell'Agip fu rilevare le attività romene del ministro.
Nel 1927 fu emanata la cosiddetta "legge mineraria", che attribuiva la proprietà del sottosuolo al demanio dello Stato e imponeva pertanto che qualunque attività petrolifera fosse consequenzialmente soggetta ad autorizzazione e/o concessione governativa.

### Anni trenta
L'ente attraversò difficoltà dopo la crisi del 1929, ma riprese a svilupparsi negli anni trenta. Nel 1933, sotto la presidenza di Alessandro Martelli, già ministro dell'Economia Nazionale, fu emanata una norma protezionistica in materia di raffinerie e l'Agip poté operare con maggior agio anche in questo settore.
Durante la prima fase di sviluppo l'Agip cominciò a scoprire e sviluppare piccoli campi petroliferi superficiali sul territorio, come a Tramutola.
La Società disponeva di un impianto per la raffinazione a Fiume e nel 1936 rilevò quello di Marghera appartenente a Volpi. Poco dopo strinse un accordo con la Montecatini per la creazione della società mista Anic (Azienda Nazionale Idrogenazione Combustibili), che avrebbe dovuto perseguire la derivazione di carburanti dalla idrogenazione della lignite. L'Anic poi realizzò due raffinerie per lavorare il petrolio estratto in Albania dall'AIPA (Azienda italiana petroli albanesi), una controllata dell'Agip. Il petrolio albanese era però di cattiva qualità e la sua lavorazione si rivelò antieconomica.
Nel 1934 furono eseguiti i primi rilievi geofisici a rifrazione e dall'anno successivo tentativi di impiego della sismica a riflessione. Si trattava dei primi rilievi sismici a rifrazione, eseguiti utilizzando cinque o sei ricevitori con i quali si potevano registrare eventi rifratti da piccole profondità. L'Agip disponeva di un gruppo sismografico Ambronn a piezo-quarzo e di un gruppo dotato di sismografi a carbone, costruito nel proprio laboratorio di Parma. Nel 1935 nello stesso laboratorio si cominciò a costruire un terzo apparecchio che doveva essere adatto per rilievi sismici a riflessione.
Verso la fine del 1936 erano operanti due squadre sismiche in Italia. Una con base a Melfi, con strumento Ambronn capo gruppo l'ing. Franchini e operatore Massi Mauri e l'altra a Podenzano con sismografi a carbone capo gruppo Signini e operatore Da Rold Bruno.
Dalla Direzione Agip dipendevano tre gruppi: Alta Italia, Italia Centrale e Italia Meridionale e insulare. I capi gruppo erano ingegneri che in un primo tempo avevano lavorato come operai presso la Sezione Geofisica.
Dal 1937 l'ing. Tiziano Rocco, capo della sezione geofisica, si interessò degli sviluppi della sismica a riflessione in Germania e negli Stati Uniti. In Europa la sismica era conosciuta a livello teorico, ma non aveva avuto pratica applicazione nell'esplorazione. Su impulso dell'ing. Rocco, l'Agip, prima in Europa, utilizzò il sistema per le prospezioni nella Pianura Padana che i geologi indicavano come un bacino potenzialmente ricco di idrocarburi. I rilievi ebbero inizio nel 1940, utilizzando un gruppo sismico fatto arrivare dagli Stati Uniti alla fine degli anni '30, e portarono alla scoperta dei primi grandi giacimenti di gas naturale.
Contemporaneamente, però, a causa delle spese per sostenere le campagne coloniali, l'Agip dovette rinunciare a proseguire in alcuni investimenti esteri, in particolare dovette abbandonare le campagne di prospezione in Iraq. Fu invece l'esploratore Ardito Desio a trovare il petrolio in Libia e nel 1939 nacque la cosiddetta "operazione Petrolibia", in cui l'Agip era associata alla FIAT, con la quale l'anno prima aveva dato vita a una Società Italiana Carburanti Sintetici che intendeva esplorare la possibilità di ricavare benzine dalla sintesi chimica.
Dopo l'imposizione delle sanzioni internazionali a danno dell'Italia e la conseguente autarchia, l'Ufficio speciale dei combustibili liquidi così stabiliva: «dal 21 febbraio 1936 è obbligo miscelare un minimo di 20 per cento di alcol a tutte le benzine destinate al consumo sul territorio italiano». L'Agip allora mise in commercio tre tipi di miscele così denominate: Robur (un carburante autarchico parzialmente ricavato dall'alcool di bietola da zucchero), Benzina Littoria (il carburante "Super", che affiancava la "Normale", ovvero la Benzina Victoria) e Miscela B.A. (per i ciclomotori).

### Anni quaranta
Nel 1940, con l'entrata in guerra, si ebbe la requisizione delle imprese di paesi belligeranti sul territorio italiano; fu affidato all'Agip quanto requisito alle aziende petrolifere straniere. L'azienda intanto vantava una posizione di rilievo ormai virtuale in Romania, dove deteneva il 90% della società Prahova, terza azienda del settore in quel paese; la guerra aveva reso improduttiva la compagnia locale, ciò malgrado è stato sostenuto che aziende americane (che controllavano circa la metà delle risorse) si interessassero a un'eventuale acquisizione della Prahova.
Dopo l'armistizio dell'8 settembre 1943, nella Repubblica Sociale Italiana l'Agip fu commissariata e il 6 dicembre 1943 l'ingegner Carlo Zanmatti ne fu nominato commissario; suo vice era Bruno Mazzaggio. Poco dopo un'assemblea straordinaria dei soci decise il trasferimento della sede sociale da Roma a Milano.
Durante l'estate del 1944 venne in Italia il geologo statunitense Elmer J. Thomas, ritenuto uno dei più autorevoli tecnici petroliferi, che già aveva effettuato studi nella penisola fra il 1930 e il 1933; gli fu dato accesso, presso la sede dell'azienda e presso il ministero dell'agricoltura, alla documentazione sugli studi effettuati dall'Agip. Poco dopo si ebbero richieste da parte del comando delle truppe di occupazione affinché l'Agip fosse chiusa.
Nel successivo ottobre a Caviaga fu trovato un giacimento di metano, ma Zanmatti pretese che il pozzo fosse richiuso e la notizia segretata. In seguito avrebbe motivato la decisione con lo scopo di evitare che potesse cadere in mani tedesche.
Durante la guerra vennero affondate le navi cisterna dell'Agip.
Nel febbraio del 1945 si insediò a Roma un consiglio di amministrazione che revocò il trasferimento della sede a Milano, presidente fu nominato il senatore Arnaldo Petretti. L'Agip controllava, fra le altre, l'Anic, la Snam e l'Ente minerario. Il 22 marzo dello stesso anno il facente funzioni del segretario di Stato statunitense, Joseph C. Grew, scrisse all'ambasciatore a Roma Alexander C. Kirk che "la partecipazione del governo italiano agli affari petroliferi creerebbe una posizione concorrenziale tale da offrire al governo la continua tentazione di ricorrere a pratiche arbitrarie. [...] Il ripetersi di tale situazione sarebbe svantaggioso per i consumatori italiani e nocivo alle relazioni commerciali italo-americane".
Petretti, già vicegovernatore generale dell'Africa Orientale Italiana, si rese autore di una imprevista apertura alle imprese anglosassoni: ""Fatta eccezione per qualche lavorazione in atto [...] ogni ulteriore investigazione può essere lasciata […] alla privata iniziativa. [...] L'attrezzatura industriale del petrolio, sorta e sviluppatasi rigogliosa [...] in virtù segnatamente dell'alto contributo apportatoci dal capitale e dell'esperienza anglosassone, ha subito offese gravi dalle operazioni di guerra. [...] Confidiamo tuttavia che, con il concorso dei gruppi appartenenti ai paesi alleati, sia possibile risarcire le perdite non ancora esattamente valutabili, per riprendere, nello spirito della comprensione e dell'antica amicizia, l'attività che aveva associato, in un passato recente, le due gloriose bandiere".
Il successivo 28 aprile la Commissione centrale per l'economia del Comitato di Liberazione Nazionale, il cui presidente era Cesare Merzagora, deliberò di affidare a Enrico Mattei la liquidazione dell'ente. La decisione seguiva altre analoghe decisioni per la liquidazione di enti parastatali, la nomina di Mattei a commissario straordinario fu proposta da Mario Ferrari Aggradi.
Il 12 maggio Mattei prese servizio come commissario con l'incarico di mettere in liquidazione l'Agip e le sue attrezzature, che furono messe in vendita per 600 milioni di Lire, ma non trovarono compratori; lo stesso giorno una direttiva dei colonnelli Henderson e King impose che la distribuzione dei prodotti petroliferi anche nell'Italia settentrionale fosse passata dall'Agip al CIP (Comitato Italiano Petroli), un ente degli Alleati.
Nell'ottobre 1945 l'Agip di Roma e quella di Milano furono unificate e Mattei divenne vicepresidente, fino al 1946 quando tornò consigliere. Convinto delle potenzialità di sviluppo della compagnia, Mattei invece di seguire le istruzioni impartitegli dal governo, convinto dai tecnici dell'Agip che le scoperte di idrocarburi da tanto tempo ricercate, stavano per diventare certezza, non liquidò la società; anzi diede nuovo impulso alle perforazioni nella pianura padana e riuscì a riorganizzarla e a farla crescere sul mercato internazionale, aiutato in questo dalle sue conoscenze politiche (Mattei, ex partigiano cattolico divenne nel 1948 deputato della Democrazia Cristiana).

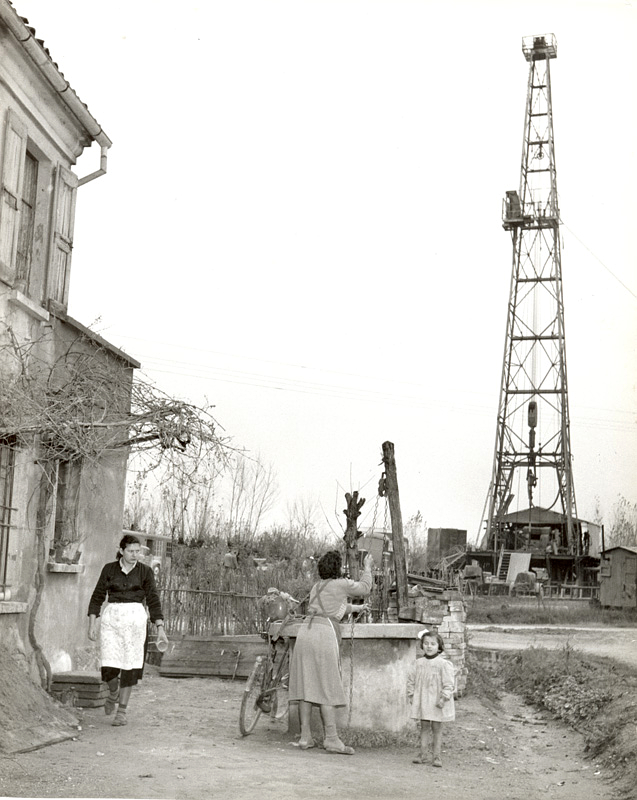
Impianto Agip di Caviaga

Nel 1946 si ebbero scoperte di metano in quantità più che discreta, nel 1949 furono resi noti i grossi giacimenti di Caviaga e dintorni, infine avvenne la scoperta del più grosso campo petrolifero, in presenza del Ministro delle Finanze, Ezio Vanoni, e di un numeroso gruppo di giornalisti e fotografi a Cortemaggiore, vicino a Piacenza; il nome della località divenne il nome del prodotto, usato poi in un importante slogan commerciale dell'Agip (SuperCortemaggiore, la potente benzina italiana). Dopo le elezioni del 1948, il 20 giugno Mattei tornò vicepresidente, con Marcello Boldrini presidente.

### Anni cinquanta
L'Agip ebbe un'esclusiva per le prospezioni nella val Padana, che escludeva anche le società private italiane come Edison e Montecatini anch'esse attive nella ricerca di idrocarburi nel sottosuolo nazionale, e intorno a questa esclusiva nacque un contrasto con gli Stati Uniti, che propugnavano il libero mercato petrolifero.
Nel 1952, alla nascita dell'ENI, l'Agip era una delle quattro società capogruppo, assieme a Agip Mineraria, SNAM e ANIC, e ne costituiva la struttura portante.
Oltre al settore petrolifero, assunse grande importanza anche il gas liquido, con l'Agipgas che nel 1956 contava 14.200 distributori in tutta Italia e che vedeva un'espansione anche nel Mediterraneo orientale.

## Loghi
Il primo marchio dell'Agip, con la sigla inscritta in tre cerchi concentrici, venne depositato dalla SNOM (Società Nazionale Oli Minerali) presso la Camera di commercio di Milano alle ore 16 del 25 ottobre 1926 e contrassegnato sul Registro Generale con il n. 34207, al fine di contraddistinguere le proprie apparecchiature per la distribuzione di benzina, petrolio e oli minerali in genere.
Con la nascita dell'Eni nel 1953, la nuova società bandì un concorso, aperto a tutti gli italiani, per l'ideazione di un marchio per la nuova benzina Supercortemaggiore; il successo fu notevole, più di quattromila proposte vennero presentate alla commissione incaricata di decidere.
Alla fine risultò vincitore il "cane a sei zampe" ideato dall'artista Luigi Broggini (che però non ne ammise mai la paternità, in quanto preceduto dal logo di Federico Seneca del gatto a tre zampe, utilizzato poi per AgipGas) e rifinito dal disegnatore Giuseppe Guzzi, che dal 1953 identifica la nuova benzina.
Il logo definitivo rimase pressoché identico al bozzetto originale tranne per la testa del cane che, inizialmente rivolta in avanti, fu invertita, poiché qualcuno obiettò che potesse incutere timore o spaventare; in questo gli si volle conferire un aspetto più familiare e rassicurante.
Secondo alcuni, esso sarebbe ispirato al fantastico drago Tarantasio, personaggio di una leggenda lodigiana: quando fu scoperto il metano in quelle zone, infatti, si immaginò che l'animale, un tempo guardiano delle paludi e poi scomparso sotto terra dopo la loro bonifica, fosse riapparso in forma di gas.
Il nuovo logo riscontrò i favori del pubblico oltre ogni più rosea aspettativa, tanto che dal 1962 il cane a sei zampe è ufficialmente il logo con cui identificare l'Eni, l'Agip e tutte le altre aziende del gruppo. In virtù di questa rinnovata immagine aziendale, nel 1972 il logo fu ridisegnato da parte della Unimark di Bob Noorda: in particolare, Noorda ridusse la lunghezza della figura del cane, modificò l'occhio rendendolo tondo e più piccolo e diminuì l'inclinazione complessiva da 7 a 5 gradi, in modo da poterlo inserire nel contenitore da lui creato (un quadrato giallo con gli angoli smussati). Un ulteriore leggero accorciamento del cane a sei zampe avvenne nel gennaio 1998, sempre per mano di Noorda, quando si trattò di dotare l'Eni (e di conseguenza anche l'Agip) di una nuova immagine aziendale in vista della trasformazione da ente pubblico a società per azioni.
Il 29 novembre 2008, con il rinnovamento del proprio marchio, Eni ha avviato un processo graduale di sostituzione del marchio Agip con il proprio nelle stazioni di servizio.

Logo 1926-1953
Logo 1953-1972
Wordmark pre-1972
Logo 1972-1998
Logo 1998-2008